# Typy C i D (tramwaje w Monachium)
Typy C i D – czwarta i piąta seria silnikowych wagonów tramwajowych eksploatowanych w niemieckim mieście Monachium.

## Typ C
W latach 1910–1913 zakupiono 100 czteroosiowych wagonów silnikowych. Miały one wózki Maximum, ale ich nadwozia były dłuższe niż te w wagonach typu A i B. W przeciwieństwie do nich siedzenia w przedziale pasażerskim umieszczono przodem do kierunku jazdy. Pierwotnie tramwaje typu C miały 24 miejsca siedzące i 25 miejsc stojących (po przebudowie 48 stojących). Każdy z wózków był napędzany przez jeden silnik o mocy 45 KM. W 1911 r. powstał prototypowy tramwaj D 1.6 nr 495.

## Typ D
Wszystkie tramwaje typu C zmodernizowano w latach 1926–1931 na typ D. Ich wygląd upodobniono do tramwajów nowszych typów E i F. Otrzymały one mocniejsze silniki o mocy 71 KM każdy. W latach 50. XX wieku pozostające w ruchu wagony poddano kolejnej modernizacji (wyposażono je m.in. w nowe pulpity motorniczego i nożycowe odbieraki prądu). Eksploatowano je na brygadach dodatkowych i na liniach specjalnych. W 1972 r. ostatnie tramwaje typu D wycofano z ruchu. Jeden tramwaj nr 426 sprzedano do muzeum tramwajów w Hanowerze, natomiast w Monachium do celów muzealnych zachowano tramwaj nr 490.
Przez długi czas wagony konne i parowe wykorzystywano jako doczepy, ale w 1910 r. rozpoczęto dostawy dwuosiowych wagonów doczepnych typu c. Serię 201 doczep dostarczono do Monachium w latach 1910–1913. Doczepy typu c były dwuosiowe. Ostatnie z nich odstawiono w 1959 r.
Osobliwością był wagon nr 495 z 1911 r., który w 1928 r. przebudowano na Städtische Wanderbücherei München (Monachijską Wędrującą Bibliotekę) nr WB 24. Zmodyfikowany tramwaj kursował do 1970 r., a następnie trafił do muzeum w Hanowerze. W 2015 r. tramwaj odkupiło stowarzyszenie Freunde des Münchner Trambahnmuseums (Przyjaciele Monachijskiego Muzeum Tramwajów) i przetransportowało do Monachium. Od stycznia 2016 r. tramwaj znajduje się w muzeum MVG.